# Lijst van voetbalclubs aangesloten bij de Zeeuwsche Voetbalbond
Dit is een lijst van voetbalclubs die aangesloten en/of actief zijn geweest bij de Zeeuwsche Voetbalbond (ZVB).
Vanaf 1940 waren clubs uit de regio van de Zeeuwsche Voetbalbond automatisch lid van de Zeeuwsche Voetbalbond zodra zij zich hadden ingeschreven bij de KNVB.

## Legenda
(1) achter de clubnaam - Zijn meerdere clubs met dezelfde naam geweest, echter zijn verschillende clubs.
   bij Lid sinds - Club is heropgericht of heringeschreven, echter de datum hiervan is onbekend.
   bij Lid tot - Club is uitgeschreven of opgeheven voor 1996, datum hiervan is echter onbekend.
—  bij Lid tot - Club is tot einde van de bond (1996) actief gebleven.
Clubs met een groene achtergrond waren aangesloten bij de 1e Zeeuwsche Voetbalbond (1899-1907)
| Club                        | Plaats                   | Lid sinds                                                 | Lid tot                             | Bijzonderheden |
| --------------------------- | ------------------------ | --------------------------------------------------------- | ----------------------------------- | --- |
| AVC Aardenburg              | Aardenburg               | juni 1938                                                 | —                                   | Tot 1938 aangesloten bij de Vlaamse Voetbalbond |
| VV Arnemuiden               | Arnemuiden               | juni 1934 november 1945                                   | maart 1940 —                        | Was tot 1934 aangesloten bij de Walchersche Voetbalbond en onder de naam ASC, in 1945 heropgericht                                                       |
| AVV                         | Aardenburg               | oktober 1922                                              | juni 1933                           | Fuseerde in 1933 tot AVC Aardenburg |
| FC Axel                     | Axel                     | maart 1923                                                | —                                   | |
| VV Biervliet                | Biervliet                | oktober 1932                                              | —                                   | |
| BKVV                        | Boschkapelle             | oktober 1932 september 1937                               | september 1935 maart 1940           | Was tussen 1935 en 1937 aangesloten bij de RKVB Breda |
| Braakman Boys               | Philippine               | september 1937                                            | juni 1942                           | Heette tot oktober 1939 VV Philippine |
| VV Breskens                 | Breskens                 | oktober 1922                                              | —                                   | |
| ASV Brouwershaven           | Brouwershaven            | september 1931                                            | oktober 1933                        | Later heropgericht |
| VV Bruinisse                | Bruinisse                | oktober 1935                                              | november 1939                       | |
| SV Burgh                    | Burgh                    | september 1931                                            | juli 1933                           | Was tot 1931 aangesloten bij de Schouwen-Duivelandsche Voetbalbond, heette tot 1936 Voorwaarts en tussen 1936 en 1949 VV Burgh, fuseerde in 1965 tot DFS |
| VV Clinge                   | Clinge                   | augustus 1927 november 1939                               | oktober 1934 —                      | |
| CVV Colijnsplaat            | Colijnsplaat             | september 1931                                            | februari 1938                       | |
| VV Colijnsplaatse Boys      | Colijnsplaat             | september 1941                                            | —                                   | Heette tot november 1941 SDO |
| Corn Boys                   | Sas van Gent             | juni 1933                                                 | —                                   | |
| Cortgene                    | Kortgene                 | september 1931                                            | —                                   | |
| RKVV DETO                   | Middelburg               | 1921                                                      | maart 1928                          | |
| VV Domburg                  | Domburg                  | september 1933                                            | februari 1941                       | Na de oorlog heropgericht |
| VV Dreischor                | Dreischor                | oktober 1934                                              | juni 1941                           | |
| VV Driewegen                | Driewegen                | oktober 1933                                              | oktober 1935                        | |
| Eiland Boys                 | Vlissingen               | september 1932                                            | oktober 1939                        | |
| VV Ellewoutsdijk            | Ellewoutsdijk            | oktober 1933                                              | februari 1938                       | |
| EMM (1)                     | Vlissingen               | 1899                                                      | oktober 1907                        | Was vanaf 1907 aangesloten bij de Walchersche Voetbalbond                                                                                                |
| EMM (2)                     | Vlissingen               | oktober 1933                                              | juni 1955                           | Fuseerde in 1955 tot Zeeland Sport |
| VV GOES                     | Goes                     | november 1921                                             | —                                   | |
| Goesche Boys                | Goes                     | oktober 1926                                              | september 1941                      | Heette tot december 1926 Concordia |
| VV Graauw                   | Graauw                   | oktober 1929                                              | juni 1933                           | |
| Grensstrijders              | Kapellebrug              | november 1927                                             | juni 1933                           | Was tot 1926 aangesloten bij de RKVB Zeeuws-Vlaanderen                                                                                                   |
| VV Groede (1)               | Groede                   | oktober 1922                                              | juni 1933                           | Heette tot oktober 1922 Blauw Wit |
| VV Groede (2)               | Groede                   |                                                           | —                                   | Heette tot mei 1934 Blauw Wit |
| VV Hansweert                | Hansweert                | oktober 1927                                              | augustus 1939                       | Was eerder aangesloten bij de Onderlinge Zeeuwsche Voetbalbond, in 1939 gefuseerd tot HKC                                                                |
| Hansweertsche Boys          | Hansweert                | oktober 1932                                              | augustus 1939                       | In 1939 gefuseerd tot HKC |
| Hansweertse Boys            | Hansweert                | augustus 1939                                             | —                                   | Heette tot juli 1941 HKC |
| VV 's-Heer Arendskerke (1)  | 's-Heer Arendskerke      | september 1931 april 1941                                 | februari 1938 1966                  | In 1966 opgefuseerd tot VV 's-Heer Arendskerke (2) |
| VV 's-Heer Arendskerke (2)  | 's-Heer Arendskerke      | 1966                                                      | —                                   | |
| VV 's-Heer Hendrikskinderen | 's-Heer Hendrikskinderen | september 1931                                            | oktober 1933                        | Heette tot februari 1933 HHK |
| VV 's-Heerenhoek            | 's-Heerenhoek            | oktober 1933                                              | oktober 1934                        | |
| VV Heinkenszand             | Heinkenszand             | oktober 1932                                              | februari 1938                       | |
| HKC                         | Hansweert                | augustus 1939                                             | maart 1942                          | |
| HVV Hoek                    | Hoek                     | oktober 1932                                              | augustus 1936                       | |
| VV Hoek                     | Hoek                     | december 1938                                             | maart 1940                          | |
| Hoeksche Boys               | Boerengat                | december 1933                                             | oktober 1934                        | |
| VV Hontenisse               | Hontenisse               | december 1927 september 1937                              | 1934 —                              | Was tussen 1934 en 1937 aangesloten bij de RKVB Breda |
| VV Hoofdplaat               | Hoofdplaat               | oktober 1932                                              | —                                   | |
| Hoogewegsche Boys           | Hoofdplaat               | januari 1933                                              | oktober 1933                        | |
| HVV '24                     | Hulst                    | 1927                                                      | —                                   | Was tot 1926 aangesloten bij de Zeeuwsch-Vlaamsche Voetbalbond, heette tot 1961 HVV (Hulst)                                                              |
| Ierseksche Boys             | Yerseke                  | oktober 1932                                              | oktober 1933                        | |
| VV IJzendijke               | IJzendijke               | september 1922 november 1926 februari 1933 september 1936 | 1925 augustus 1928 september 1934 — | Tussen 1925 en 1926 aangesloten bij de Zeeuwsch-Vlaamsche Voetbalbond, tussen 1933 en 1936 actief bij de Vlaamse Voetbalbond                             |
| Inter Scaldes               | Schore                   | augustus 1933                                             | oktober 1934                        | |
| Jong Zeeland                | Axel                     | december 1933                                             | oktober 1934                        | |
| VV Kamperland               | Kamperland               | oktober 1932                                              | december 1935                       | Was vanaf 1935 aangesloten bij de CNVB |
| VV Kapelle (1)              | Kapelle                  | september 1931                                            | maart 1940                          | Zaterdagvereniging, had niets te maken met VV Kapelle (2)                                                                                                |
| VV Kapelle (2)              | Kapelle                  | september 1939                                            | februari 1940 —                     | Club had niets te maken met Kapelle (1), na de oorlog heropgericht                                                                                       |
| VV Kats                     | Kats                     | mei 1932                                                  | oktober 1935                        | |
| VV Kattendijke              | Kattedijke               | juli 1932                                                 | september 1938                      | |
| KDO                         | Goes                     | november 1921                                             | oktober 1923                        | Was eerder aangesloten bij de RKVB Breda |
| VV Kloetinge (1)            | Kloetinge                | oktober 1932                                              | oktober 1933                        | |
| VV Kloetinge (2)            | Kloetinge                | oktober 1933                                              | oktober 1934                        | |
| VV Kloetinge (3)            | Kloetinge                | april 1938                                                | —                                   | Was tot 1938 aangesloten bij de CNVB onder de naam Unitas                                                                                                |
| VV Koewacht                 | Koewacht                 | oktober 1929                                              | oktober 1933                        | |
| VV Krabbendijke (1)         | Krabbendijke             | september 1931                                            | oktober 1935                        | Was eerder aangesloten bij de Onderlinge Zeeuwsche Voetbalbond onder de naam DVG                                                                         |
| VV Krabbendijke (2)         | Krabbendijke             | 1935                                                      | november 1939                       | |
| VV Krabbendijke (3)         | Krabbendijke             |                                                           | —                                   | |
| VV Kruiningen               | Hansweert                | mei 1932                                                  | augustus 1939                       | Fuseerde in 1939 tot HKC |
| VV Kruisdijk                | Groede-Kruisdijk         | oktober 1922                                              | juni 1923                           | |
| VV Kuitaart                 | Kuitaart                 | september 1928                                            | oktober 1929                        | Heette in september 1928 Stormvogels |
| VV Lewedorpse Boys          | Lewedorp                 | 1944                                                      | —                                   | |
| Luctor                      | Heinkenszand             | september 1940                                            | juli 1989                           | In 1979 opgegaan in SV Heinkenszand |
| VV Maltha                   | Zierikzee                | december 1923                                             | september 1926                      | Heette tot januari 1924 EMM |
| Medio                       | Middelburg               | november 1921                                             | november 1924                       | |
| VV Middelburg               | Middelburg               | 1923                                                      | —                                   | |
| Middelburgsche Boys         | Middelburg               | januari 1938                                              | Vraag                               | |
| MVVO                        | Middelburg               | 1899                                                      | oktober 1907                        | Was vanaf 1907 aangesloten bij de Walchersche Voetbalbond                                                                                                |
| NGD                         | Roodenhoek               | januari 1934                                              | oktober 1934                        | |
| VV Nieuwdorp                | Nieuwdorp                | oktober 1932                                              | oktober 1934                        | |
| VV Nieuwland                | Nieuw- en Sint Joosland  | oktober 1935                                              | maart 1940                          | Was tot 1935 aangesloten bij de Walchersche Voetbalbond                                                                                                  |
| VV Nieuw-Namen              | Nieuw-Namen              | augustus 1928                                             | juni 1933                           | |
| VV Nieuwvliet               | Nieuwvliet               | april 1934                                                | december 1936                       | |
| VV Nooit Gedacht            | IJzendijke               | oktober 1922                                              | juni 1933                           | |
| VV Noordgouwe               | Noordgouwe               | september 1931                                            | oktober 1934                        | Was tot 1931 aangesloten bij de Schouwen-Duivelandsche Voetbalbond onder de naam SDO                                                                     |
| VV Noordwelle               | Noordwelle               | september 1931                                            | juni 1933                           | Was tot 1931 aangesloten bij de Schouwen-Duivelandsche Voetbalbond onder de naam DOSKO                                                                   |
| VV de Noormannen            | Westkapelle              | oktober 1933                                              | maart 1940 —                        | Heropgericht |
| ONW                         | Sluiskil                 | oktober 1932                                              | mei 1935                            | |
| VV Oostburg                 | Oostburg                 | oktober 1922                                              | juni 1933                           | |
| SV Oostburg                 | Oostburg                 | oktober 1933                                              | —                                   | |
| VV Oostkapelle              | Oostkapelle              | april 1934                                                | november 1939                       | |
| Oranje                      | Lamswaarde               | augustus 1928                                             | april 1933                          | |
| Oranje                      | Sas van Gent             | februari 1923                                             | december 1936                       | Heette tot april 1933 Sassche Boys |
| VV Othene                   | Othene                   | oktober 1932                                              | december 1936                       | |
| SV Ouwerkerk                | Ouwerkerk                | augustus 1940                                             | —                                   | |
| VV Patrijzen                | Driewegen                | juli 1934                                                 | oktober 1934                        | |
| VV De Patrijzen             | 's-Heerenhoek            | maart 1942                                                | —                                   | Was tot 1940 aangesloten bij de RKVB Breda |
| Phivo                       | Philippine               | oktober 1932                                              | oktober 1933                        | |
| VV RCS                      | Oost-Souburg             | november 1929                                             | —                                   | |
| RCV                         | Vlissingen               | juni 1933                                                 | oktober 1934                        | Heette tot december 1933 Victoria |
| RCV                         | Vlissingen               | november 1934                                             | juli 1940                           | |
| VV Renesse                  | Renesse                  | augustus 1931                                             | Vraag                               | Was tot 1931 aangesloten bij de Schouwen-Duivelandsche Voetbalbond                                                                                       |
| VV Reuzenhoek               | Zaamslag                 | januari 1934                                              | oktober 1935                        | |
| RIA-W                       | Westdorpe                | oktober 1932 september 1937                               | 1934 —                              | Was tussen 1934 en 1937 aangesloten bij de RKVB Breda, heette tot 1934 VV Westdorpe, tussen 1934 en maa 1942 RIA                                         |
| VV Rilland                  | Rilland                  | januari 1923                                              | februari 1940                       | Was tot 1923 aangesloten bij de OZVB onder de naam Volharding                                                                                            |
| SV Robur                    | Goes                     | september 1940                                            | —                                   | Was tot 1940 aangesloten bij de RKVB Breda |
| VV Sasput                   | Sasput                   | augustus 1933                                             | augustus 1936                       | Heette tot oktober 1933 DEO |
| Sassche Boys                | Sas van Gent             | oktober 1927                                              | Vraag                               | Heette tot november 1927 Oranje, tussen november 1927 en juni 1928 VV Zeeuwsch Vlaanderen                                                                |
| SBO                         | Middelburg               | november 1921                                             | december 1924                       | Heette tot november 1922 Rood Wit |
| SCD                         | Driewegen                | april 1934                                                | januari 1939                        | In 1939 gefuseerd tot VV Biervliet |
| Scheldestrijders            | Terneuzen                | oktober 1932                                              | oktober 1934                        | |
| VV De Scheldestrijders      | Ossenisse                | september 1928                                            | juli 1929                           | |
| VV Scheldestroom            | Vlissingen               | mei 1934                                                  | Vraag                               | Was tot 1934 aangesloten bij de Walchersche Voetbalbond                                                                                                  |
| VV Schoondijke (1)          | Schoondijke              | oktober 1922                                              | juni 1933                           | |
| VV Schoondijke (2)          | Schoondijke              | april 1934                                                | —                                   | |
| VV Schouwen (1)             | Zierikzee                | december 1923                                             | maart 1924                          | |
| VV Schouwen (2)             | Zierikzee                | september 1931                                            | Vraag                               | Was tot 1931 aangesloten bij de Schouwen-Duivelandsche Voetbalbond onder de naam GVV                                                                     |
| SDO                         | Goes                     | juni 1933                                                 | oktober 1934                        | |
| VV Serooskerke              | Serooskerke              | oktober 1933                                              | februari 1940                       | |
| SINOTO                      | Zierikzee                | december 1923                                             | september 1933                      | Heette tot januari 1924 DVO |
| VV Sluis (1)                | Sluis                    | juni 1931                                                 | december 1936                       | Heette tot februari 1933 FSC |
| VV Sluis (2)                | Sluis                    | november 1939                                             | Vraag                               | |
| VV Sluiskil (1)             | Sluiskil                 | december 1922                                             | maart 1928                          | |
| VV Sluiskil (2)             | Sluiskil                 | augustus 1930                                             | —                                   | Heette tot sep 1931 Fratelli |
| VV SMZ                      | Vlissingen               | november 1934                                             | februari 1940                       | |
| SODA                        | Middelburg               | september 1922                                            | januari 1923                        | |
| VV Souburg (1)              | Souburg                  | september 1924                                            | april 1927                          | |
| VV Souburg (2)              | Souburg                  | september 1936                                            | maart 1938                          | Was tot 1936 aangesloten bij de Walchersche Voetbalbond                                                                                                  |
| VV Stavast                  | Middelburg               | september 1922                                            | mei 1926                            | Opgegaan in VV Middelburg |
| VV STEEN                    | Sint Jansteen            | oktober 1929 1940                                         | oktober 1934 —                      | |
| STOG                        | Sint Jansteen            | december 1940                                             | oktober 1941                        | |
| VV Stoppeldijk              | Stoppeldijk              | augustus 1930                                             | oktober 1934                        | |
| SVO                         | Sas van Gent             | oktober 1937                                              | oktober 1941                        | |
| VV Terneuzen                | Terneuzen                | februari 1923                                             | —                                   | |
| Terneuzensche Boys          | Terneuzen                | oktober 1932                                              | mei 1941                            | |
| Tholensche Boys             | Tholen                   | mei 1935                                                  | november 1939                       | |
| Thor                        | Hoofdplaat               | februari 1929                                             | juni 1933                           | |
| TOVIDO                      | Middelburg               | september 1922                                            | augustus 1924                       | |
| Trap Door                   | Sluis                    | oktober 1922                                              | november 1922                       | |
| VV Turkeije                 | IJzendijke               | januari 1934                                              | oktober 1934                        | Heette tot april 1934 NGD |
| VV De Val                   | Zaamslag                 | januari 1934                                              | oktober 1935                        | |
| VV Veere (1)                | Veere                    | november 1921                                             | december 1926                       | |
| VV Veere (2)                | Veere                    | mei 1932                                                  | februari 1940                       | |
| VC Vlissingen               | Vlissingen               | november 1921                                             | —                                   | |
| Vlissingsche Boys           | Vlissingen               | oktober 1923                                              | juli 1929                           | |
| VV Vogelwaarde              | Vogelwaarde              |                                                           | —                                   | |
| VV Volharding '32           | Ovezande                 | september 1940                                            | —                                   | Was tot 1940 aangesloten bij de RKVB Breda, heette tot april 1942 Volharding                                                                             |
| VVVVV                       | Vlissingen               | mei 1937                                                  | maart 1942                          | |
| VV Waarde                   | Waarde                   | mei 1932                                                  | oktober 1941                        | |
| VV Walcheren                | Middelburg               | september 1923                                            | oktober 1934                        | |
| RKVSV                       | Vlissingen               | augustus 1936                                             | —                                   | Was tot 1936 aangesloten bij de DHVB, heette tot februari 1937 RKVSV                                                                                     |
| VV Wemeldinge               | Wemeldinge               | september 1931                                            | maart 1942                          | |
| VV Wemeldinge               | Wemeldinge               | augustus 1940                                             | —                                   | Heette tot januari 1943 Stormvogels |
| VV Wilhelminadorp           | Wilhelminadorp           | september 1931                                            | maart 1933                          | |
| VV Wissenkerke              | Wissenkerke              | mei 1932                                                  | februari 1938                       | |
| Wit Zwart                   | Yerseke                  | september 1931                                            | augustus 1936                       | |
| VV Wolphaartsdijk           | Wolphaartsdijk           | mei 1932                                                  | december 1936                       | |
| VV Yerseke                  | Yerseke                  | september 1931                                            | —                                   | Ook bekende onder de naam VV Ierseke |
| VV De Zeeduivels            | Breskens                 | september 1933                                            | oktober 1934                        | |
| VV Zeeland                  | Vlissingen               | november 1921                                             | oktober 1923                        | Heette tot oktober 1922 DOS |
| VV Zeeland Goes             | Goes                     | 1899                                                      | oktober 1907                        | |
| Zeeland Sport               | Vlissingen               | juni 1955                                                 | —                                   | |
| MV&AV Zeelandia             | Middelburg               | september 1923                                            | —                                   | |
| VV Zeelandia                | Middelburg               | juni 1905                                                 | oktober 1907                        | Was vanaf 1907 aangesloten bij de Walchersche Voetbalbond                                                                                                |
| De Zeeuwen                  | Vlissingen               | september 1925                                            | juli 1955                           | Heette tot november 1925 Stormvogels, in 1955 gefuseerd tot Zeeland Sport                                                                                |
| VV De Zeeuwen               | Goes                     | november 1921                                             | augustus 1924                       | Heette tot oktober 1922 AVM |
| Zeeuwsche Boys              | Goes                     | augustus 1928                                             | juli 1937                           | |
| Zeeuwsch-Vlaamsche Boys     | Oostburg                 | oktober 1932                                              | oktober 1933                        | |
| VV Zierikzee                | Zierikzee                | juni 1923                                                 | november 1941 —                     | Na de oorlog heropgericht |
| ZMV                         | Vlissingen               | oktober 1922                                              | september 1933                      | |
| VV Zonnemaire (1)           | Zonnemaire               | december 1923                                             | maart 1924                          | |
| VV Zonnemaire (2)           | Zonnemaire               | september 1931                                            | oktober 1934                        | Was tot 1931 aangesloten bij de Schouwen-Duivelandsche Voetbalbond als ZVV                                                                               |
| VV Zonnemaire (3)           | Zonnemaire               | december 1936                                             | november 1939                       | |
| VV Zonnemaire (4)           | Zonnemaire               | mei 1942                                                  | —                                   | |
| ZSC                         | Zaamslag                 | oktober 1932                                              | augustus 1936                       | |
| ZUC                         | Vlissingen               | september 1923                                            | februari 1924                       | |
| VV Zuid-Beveland            | Goes                     | december 1922                                             | maart 1926                          | |
| VV Zuiddorpe                | Zuiddorpe                | oktober 1933                                              | mei 1935                            | Was vanaf 1935 aangesloten bij de RKVB Breda |
| ZVB                         | Oostburg                 | november 1928                                             | april 1940                          | Heette tot december 1928 Vitesse |
| Zwaluwen                    | Zierikzee                | november 1924                                             | 1925                                | |